# Turn Back
Turn Back es el tercer álbum de estudio de la banda de Rock Toto, y fue lanzado en 1981. Hasta la fecha es el disco menos exitoso de la banda, logró vender 950 000 copias en todo el mundo, si bien, algunas canciones de este disco las tocan en conciertos y se pueden oír en la radio.  El único sencillo que salió en todo el mundo fue Goodbye Elenore.

## Historia
A principios de 1981, Toto lanzó su tercer álbum, Turn Back. Este álbum fue experimental y contó con guitarras más pesadas y menos teclados que los dos primeros discos. La música es de estilo progresivo, etéreo y new age, parecido al de Pink Floyd, Yes y Emerson Lake and Palmer. 
En última instancia, Turn Back falló para ganar la buena crítica de la radio que los dos últimos álbumes y Goodbye Elenore fue el único sencillo del disco que se lanzó mundialmente.
Debido a la decepción comercial del lanzamiento, la banda redujo su gira promocional.
Las ventas del álbum se estancaron en 900.000 copias en todo el mundo y Toto casi pierde su contrato discográfico con Columbia Records.

## Lista de canciones
| N.º   | Título                              | Escritor(es)                                            | Voz principal  | Duración |  |
| 1.    | «Gift With A Golden Gun»            | David Paich, Bobby Kimball                              | Bobby Kimball  | 4:00     |  |
| 2.    | «English Eyes»                      | David Paich, Jeff Porcaro, Bobby Kimball, Steve Porcaro | Bobby Kimball  | 6:11     |  |
| 3.    | «Live For Today»                    | Steve Lukather                                          | Steve Lukather | 4:00     |  |
| 4.    | «A Million Miles Away»              | David Paich                                             | Bobby Kimball  | 4:26     |  |
| 5.    | «Goodbye Elenore»                   | David Paich                                             | Bobby Kimball  | 4:52     |  |
| 6.    | «I Think I Could Stand You Forever» | David Paich                                             | Steve Lukather | 5:25     |  |
| 7.    | «Turn Back»                         | Steve Lukather, Bobby Kimball                           | Bobby Kimball  | 3:58     |  |
| 8.    | «If It´s The Last Night»            | David Paich                                             | Steve Lukather | 4:28     |  |
| 37:43 |                                     |                                                         |                |          |  |

## Personal
- David Paich - Teclados y coros
- Steve Lukather - Guitarras y voz principal en (Pistas 3, 6 y 8)
- Jeff Porcaro - Batería
- David Hungate - Bajo Guitarra acústica en pista 6
- Steve Porcaro - Sintetizadores
- Bobby Kimball - Voz principal en pistas 1, 2, 4, 5 y 7
- Persona Adicional: Joe Porcaro percusión en "If I´t The Last Night"